# Titan 3A-2
Titan 3A-2 – amerykański człon wielu rakiet nośnych rodziny Titan. Używana przez 35 lat, począwszy od połowy lat 60. XX wieku.